# Кристл Лејк Парк (Мисури)
Кристл Лејк Парк (енгл. Crystal Lake Park) град је у америчкој савезној држави Мисури.

## Демографија
По попису из 2010. године број становника је 470, што је 13 (2,8%) становника више него 2000. године.
| Група             | 2000.       | 2010.       |
| Белци             | 436 (95,4%) | 424 (90,2%) |
| Афроамериканци    | 0 (0,0%)    | 13 (2,8%)   |
| Азијати           | 3 (0,7%)    | 22 (4,7%)   |
| Хиспаноамериканци | 6 (1,3%)    | 7 (1,5%)    |
| Укупно            | 457         | 470         |